# Казанская химическая школа
Казанская химическая школа — общепринятое название химического общества и научного течения, существующих со времён Казанского императорского университета с начала XIX века на базе его химического факультета (ныне — института).

## История

### Доисследовательский период
В 1804 году российский император Александр I учредил на базе Казанской гимназии Императорский университет, тем самым основав первое учреждение высшего образования в российской провинции. Изначально Казанский университет был утверждён в составе следующих кафедр:
- Отделение нравственных и политических наук
- Отделение физических и математических наук (в котором были заявлены такие кафедры как «химия и металлургия» и «технология и науки, относящиеся к торговле и фабрикам» и проч.)
- Отделение врачебных или медицинских наук (например, кафедра фармации и врачебной словесности)
- Отделение словесных наук.[1]

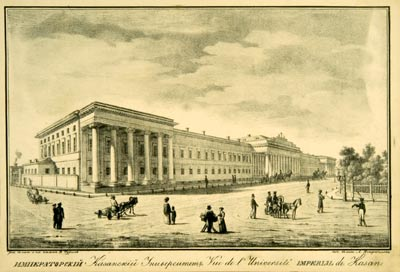
Казанский университет в 1820-х

Уже в первый год существования Казанского университета был утверждён в звании адъюнкта Феодор Леонтьевич (Фридрих Гавриил) Эвест, без точного указания кафедры, но с поручением читать химию и фармакологию. Однако Эвест на заседании Учёного Совета университета заявил, что не может читать лекции по химии, так как отсутствует вообще какое-либо оборудование, а студенты и близко не были подготовлены к прослушиванию лекций. В итоге Эвесту пришлось проходить со студентами «Определение тел естественных вообще, их разделение на органические и безжизненные», зоологию и минералогию.
Ф. Л. Эвест, основатель химической лаборатории и первый преподаватель химии Казанского университета, скончался в ночь на 26 октября 1809 года. До 1811 года, когда был назначен адъюнктом химии Иван Иванович Дунаев, преподавание химии не велось.
Следующим преподавателем должен был стать Иоганн Фридрих Вуттиг (1783—1850), представленный на должность адъюнкта химии, фармацевтики и технологии. Вуттиг был предан практическому делу, выгодному в материальном отношении. Он написал сочинение «О приготовлении серной кислоты» с добавлением всех чертежей и точных указаний к оригинальному методу получения серной кислоты. В 1809 году он участвовал в экспедиции по южному и среднему Уралу, где открыл несколько минералов. К преподаванию собственно химии он так и не приступил, зато читал лекции по химической технологии, пытаясь поставить свои занятия, как можно лучше: так, он со студентами посещал фабрики и заводы. За время пребывания в Казани он написал несколько статей минералогического характера, после чего в 1810 отбыл в Петербург, затем — в Берлин, оставив преподавание в Казани.
В 1811 году в Казанский университет «для усовершенствования в звании магистра по части химии и технологии» назначили И. И. Дунаева, однако «усовершенствование» было затруднительно, так как Эвест умер в прошлом году, а Вуттиг оставил свои обязанности, толком к ним не приступив. Дунаев сам начал читать лекции по химии, а также фармации и латинскому языку. В 1821 году И. И. Дунаев произнёс речь «О пользе и злоупотреблениях наук естественных и о необходимости их основывать на христианском благочестии», в котором, в частности, отметил следующее: «Единственный источник к знанию — есть писанное Слово Божие, которое истинно есть, те глаголы, яже дух суть и живот суть; сей свет Христов, просвещающий всякого человека — есть вера во Иисуса Христа, Спасителя мира…».
В 1823 году был назначен вторым преподавателем естествоиспытатель Адольф Яковлевич Купфер, который с 1824 начал вести химию, физику и минералогию. Купфер выполнил первый анализ воздуха в Казани, изучал системы Pb-Hg, осматривал уральские заводы. В 1828 году Купфер был избран академиком в Петербург и покинул Казань.
После перехода А. Я. Купфера заведовать химической лабораторией вновь стал И. И. Дунаев, только теперь лаборатория была обставлена Купфером лучше, чем была до него.

### Зарождение химической школы

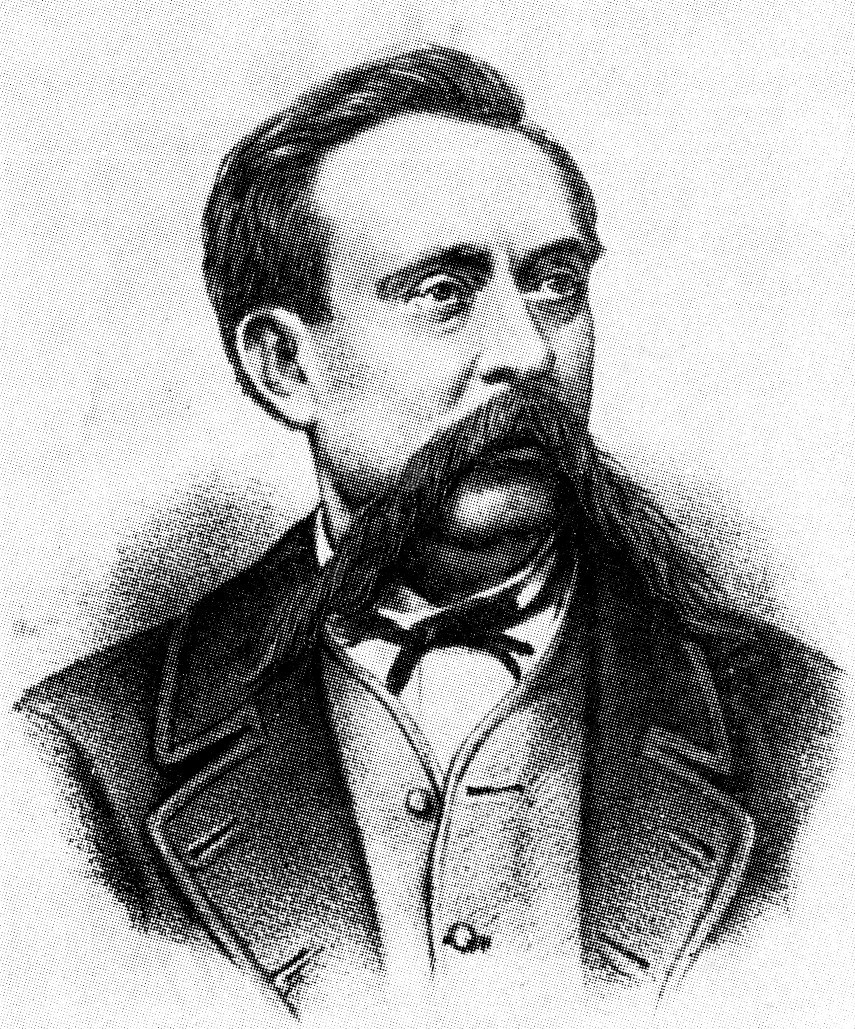
Н. Н. Зинин

С 1830-х годов начинается путь постепенного вступления русской химии на самостоятельный путь, одну из ведущих ролей в этом процессе сыграла Казанская химическая школа, чьё появление связано с именами Н. Н. Зинина и К.К. Клауса.
Николай Николаевич Зинин (1812—1880) окончил Казанский университет в 1833 году по физико-математическому отделению с золотой медалью, ему было поручено преподавание аналитической механики, гидростатики и гидродинамики. Н. Н. Зинин решил сдать магистерские экзамены, после сдачи которых ему была предложена тема диссертации «О явлениях химического сродства и о превосходстве теории Берцелиуса о постоянных химических пропорциях перед химической статикой Бертоллета». Молодой учёный должен был в историческом плане изложить развитие основных теорий химии; ознакомиться с работами Бертолле, Пруста, Проута, Гей-Люссака, Митчерлиха, Берцелиуса и многих других крупных химиков. 21 октября 1836 он защитил свою диссертацию, за год до этого ему поручили вести химию. 22 декабря 1836 года Академический совет присудил Зинину звание магистра естественных наук и адъюнкта химии. Н. Н. Зинин встретил это сообщение с огорчением, так как он считал себя математиком, а не химиком. Зинин обратился к ректору университета Николаю Ивановичу Лобачевскому, Лобачевский же настоял на преподавании химии.

— У вас большие возможности, — убеждал его Лобачевский. — Если Вы блестяще справляетесь с математикой, преуспеете и в химии. У нас большая потребность в химиках. Пришлось уволить Дунаева, так как при нём химия в университете в сущности и не была наукой.

— Да какая же химия наука? — негодовал Зинин.

— Вот Вы и сделаете её наукой! Вам это по силам.

В 1837 году Зинин отправился в заграничную командировку, которая длилась до 1840 года. За это время Зинин посетил лаборатории Либиха, Митчерлиха, Вёлера прослушал лекции по математике Дирихле, Ома, Дирксена и Лемуса. Зинин изучал физику у Майкла Фарадея. Наибольшее влияние на Зинина оказал Юстус фон Либих, методики преподавания которого Зинин перенёс в Казань. У него в лаборатории Николай Николаевич приступил к изучению горькоминдального масла. В конце 1839 в либиховском журнале «Annalen der Chemie und Farmacie» была опубликована работа Зинина «Нечто о бензоиловой кислоте и солях её». В общем, Зинина можно назвать учеником Гиссенской химической школы. После возвращения Зинина в Россию, ему отдали кафедру технологии Казанского университета. Кафедрой химии заведовал Карл Клаус, однако они вместе разделили обязанности по преподаванию химии. Сложив свои усилия, они создали исследовательскую базу, основав Казанскую химическую школу.

В 1842 году Зинин открыл реакцию восстановления нитропроизводных бензола до аминопроизводных, восстановив нитробензол до анилина сероводородом (бензидама, по терминологии Зинина), тем самым Н. Н. Зинин заложил основы анилинокрасочной промышленности, так как до этого открытия не существовало надёжного способа получения анилина (включая природные источники), анилин получался дорогим и низкокачественным, нечистым. Немецкий химик Гофман так отозвался об этом событии:

«Все мы тогда уже чувствовали, что дело шло о реакции необычайно обширного значения. Ели бы Зинин не сделал ничего более, кроме превращения нитробензола в анилин, то имя его и тогда осталось бы записанным золотыми буквами в историю химии»

В 1844 году К. К. Клаус открыл рутений, единственный открытый в Российской империи и названный в её честь химический элемент. В «Учёных записках Казанского университета» была напечатана большая статья К. К. Клауса под названием «Химическое исследование остатков уральской платиновой руды и металла рутения». В 1845 году он издал этот материал отдельной книгой, а в 1846 в Известиях Петербургской академии наук он привёл дополнительные данные о химических свойствах нового металла, за что он был представлен к Демидовской премии за 1849 год. После этих двух открытий Казань стала знаменитой среди европейских химиков.

### Дальнейшее развитие и расцвет
Н. Н. Зинин и К. К. Клаус читали лекции, готовили новые поколения казанских химиков. Самым их выдающимся учеником стал Александр Михайлович Бутлеров (1828—1886). В 1845 году он поступил в Казанский университет на естественно-научный разряд. Его отец, Михаил Васильевич, настаивал на том, чтобы сын стал изучать математику, но А. М. Бутлеров запротестовал, так как признавал за собой отсутствие математических способностей. Большое влияние на Александра Михайловича произвёл Н. Н. Зинин. Сам Бутлеров обучался зоологии и натуралистике, а Зинин преподавал на другом разряде. Бутлеров вспоминал, что ему приходилось прогуливать положенные лекции ради посещения лекций знаменитого химика. Бутлеров оставил исчерпывающие описания работ в лаборатории у Н. Н. Зинина:

«В лаборатории Н. Н. держал себя с руководимыми им практикантами совсем по-товарищески. К тем из них, к которым был особенно расположен, он зачастую обращался с патриархальной бесцеремонностью, на „ты“; но это обращение никто никогда не считал унизительным, в нём слышалось не начальническое пренебрежение, а родственная теплота. <…> Сам Н. Н. только что получил в то время азоксибензид и вслед за ним бензидин. Шестнадцатилетний студент-новичок — я в то время, естественно, увлекался наружной стороной химических явлений и с особенным интересом любовался красивыми красными пластинками азобензола и блестящими серебристыми чешуйками бензидина. Н. Н. обратил на меня внимание и скоро познакомил меня с ходом своих работ. Мало-помалу я стал работать по преимуществу под руководством Н. Н., который не ограничивался собственными исследованиями, но зачастую интересовался также повторением чужих опытов. Поручая их отчасти ученикам, он большую часть опыта успевал, однако, всегда вести собственными руками. Так, вместе с ним проделывали мы ряд уже довольно многочисленных, известных тогда производных мочевой кислоты, приготовляли производные индиго, занимались продуктами перегонки „драконовой крови“, добывали яблочную, галлусовую, муравьиную, слизевую, щавелевую кислоты и проч. При этих разнообразных опытах ученику приходилось волей-неволей знакомиться с различными отделами органической химии, и это знакомство напрашивалось само собой — облекалось, так сказать, в плоть и кровь».

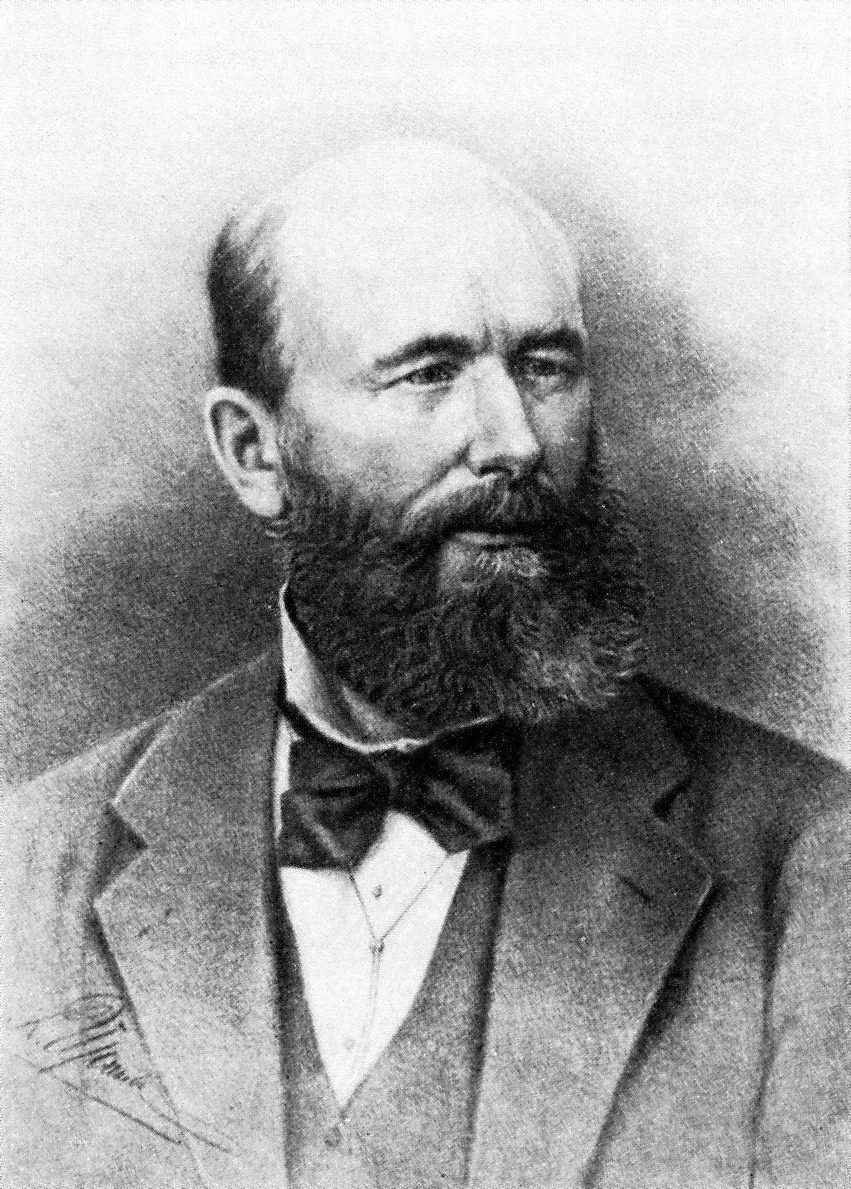
А. М. Бутлеров

Н. Н. Зинин в конце 1847-начало 1848 покинул Казань, переведясь в Медико-хирургическую академию в Петербурге. Среди столичных учеников выделялся А. П. Бородин. Сам Зинин считал медицину лишь приложением естествознания к вопросу о сохранении и восстановлении здоровья, а потому естественные науки должны играть при медицинском образовании первенствующую роль. Под влиянием Н. Н. Зинина многие русские физиологи в шестидесятых-семидесятых годах XIX столетия стали широко внедрять химию в область биологии, физиологии и медицины.
В 1850 году А. М. Бутлеров приступил к ведению занятий по неорганической химии студентам первого курса математического, естественного и камерального разрядов. Тогда же он стал готовиться и к защите магистерской диссертации по теме «Об окислении органических веществ». С осени 1851 года в Казанском университете стали читать публичные лекции по различным предметам. Бутлеров вёл публичные лекции по химии, он начал курс с элементарных химических понятий, перейдя затем «к описанию наиболее важных простых тел». Такой метод А. М. Бутлеров считал наиболее рациональным, так как «большинство слушателей незнакомо с химией совершенно».
В 1852 году Клаус был избран профессором фармации Дерптского университета. В апреле этого года он передал Бутлерову химическую лабораторию. Таким образом, почти всё бремя преподавания химии легло на плечи молодого Александра Михайловича. Часть обязательств взял на себя М. Я. Киттары, ученик Н. Н. Зинина, заведующий кафедрой технологии.
В 1853 году А. М. Бутлеров защитил докторскую диссертацию «Об эфирных маслах» при Московском университете. 25 сентября 1854 года Бутлеров был избран экстраординарным профессором Казанского университета.
В 1857—1858 годах Бутлеров был в командировке за границей. Он посетил лаборатории известных парижских химиков Жан-Батист Дюма, Анри Сен-Клер Девиль, Вюрц, Пастер, Бертло, Шеврель, Пелиго и др. Помимо последних открытий Бутлеров подмечал и методики преподавания химии в французских университетах, чтобы внедрить их в Казанский университет, как это делал в своё время Н. Н. Зинин. По возвращении из Парижа Бутлеров переоборудовал лабораторию в Казани.
1861 год знаменателен в истории Казанской химической школы и мировой химии докладом А. М. Бутлерова «Нечто о химическом строении тел», который он прочитал на заседании химической секции съезда немецких естествоиспытателей и врачей в немецком городе Шпайер, изложив теорию строения веществ. В этом же году А. М. Бутлеров сообщил о реакции автокаталитического перехода формальдегида в сахаристые вещества.
У Бутлерова были свои ученики, ставшие основателями ряда химических школ по всей Империи. Владимир Васильевич Марковников в 1869 году защитил докторскую диссертацию «Материалы по вопросу о взаимном влиянии атомов в химических соединениях», которая стала результатом совместной работы со своим учителем, который на тот момент уже был петербургским академиком. В этой работе Марковников проанализировал механизмы некоторых реакций, основываясь на теории химического строения. В. В. Марковников открыл новое правило, основанное на наблюдении эмпирических закономерностей.

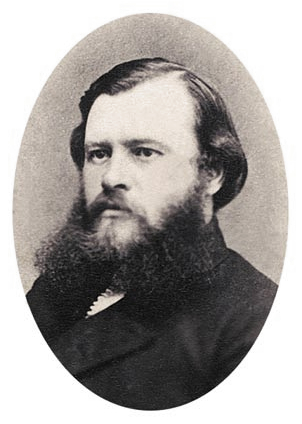
В. В. Марковников

В 1871 году в знак протеста против несправедливого увольнения П. Ф. Лесгафта профессор В. В. Марковников ушёл в отставку из Казанского университета. Марковников перешёл на работу в Новороссийский университет в Одессу, где пробыл, правда, недолго. Декан физмата Московского университета А. Ю. Давыдов обратился к Марковникову в 1872 году с просьбой перейти в Москву и наладить там преподавание химии, поскольку последняя существовала в Московском университете лишь номинально. Особенностью этого перехода был факт, что Марковников мог занять лишь экстраординатуру вместо ординатуры. Ко всему прочему, в Одессе была прекрасно обустроенная лаборатория, а в Москве оснащение оставляло желать лучшего. Марковников согласился не сразу, а через полтора года. В 1873 году он был избран экстраординарным профессором Московского университета, вскоре освободилась должность ординарного профессора. Владимир Васильевич Марковников основал московскую ветвь Казанской химической школы. Среди его учеников были известнейшие московские химики-органики: И. А. Каблуков, М. И. Коновалов, А. Е. Чичибабин (один из учеников которого, Андрей Михайлович Симонов, впоследствии заведовал кафедрой органической химии РГУ, а также являлся учителем А. Ф. Пожарского), А. Н. Реформатский и др. Согласно истории кафедры органической химии МГУ, её основателем принято считать именно В. В. Марковникова.

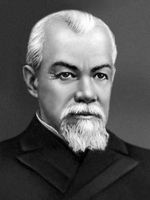
А. М. Зайцев

В 1870 году защитил свою докторскую диссертацию Александр Михайлович Зайцев, ученик А. М. Бутлерова. Тема диссертации: «Новый способ превращения жирных кислот в соответствующие им алкоголи. Нормальный бутильный спирт алкоголь и его превращение во вторичный бутильный алкоголь». После отставки Марковникова, с которым они, начиная с 1865 года, совместно преподавали органическую и неорганическую химии, А. М. Зайцев стал главой Казанской химической школы, заведующим лабораторией. Ему некоторое время пришлось единолично читать студентам общий и специальный курс химии. Также Зайцев читал аналитическую химию студентам 2 курса, практические занятие по органической химии у студентов 4 курса.
В 1875 году открыл правило, обратное правилу Марковникова. В 1877 году А. М. Зайцев положил начало синтезу непредельных третичных спиртов, действуя аллилйодидом и цинком на кетоны. Таким путём он получил аллилдиметилкарбинол, диаллилметикарбинол и т. п. Академик А. Е. Арбузов считает, что реакция Гриньяра является модификацией синтеза Зайцева, в котором цинк заменён на магний.
В 1881 году Флавиан Михайлович Флавицкий, выпускник Харьковского университета, защитил докторскую диссертацию «О некоторых свойствах терпенов и их взаимных отношениях», где его оппонентом был А. М. Зайцев. С 1873 вёл практические занятия на кафедре химии Казанского университета.
У А. М. Зайцева было два наиболее выдающихся ученика. Егор Егорович Вагнер окончил университет в 1873 году. Мнение Зайцева о Вагнере было очень высоким. В 1875 году отправился к А. М. Бутлерову по рекомендации Зайцева, где проявил себя как блестящий химик-синтетик. Е. Е. Вагнер предложил метод деструктивного окисления раствором перманганата калия органических веществ. В 1885 году Вагнер получил звание магистра химии и был избран экстраординарным профессором Ново-Александрийского института сельского хозяйства. В 1888 году он защитил докторскую диссертацию и стал профессором Варшавского университета, основав варшавскую ветвь Казанской химической школы.

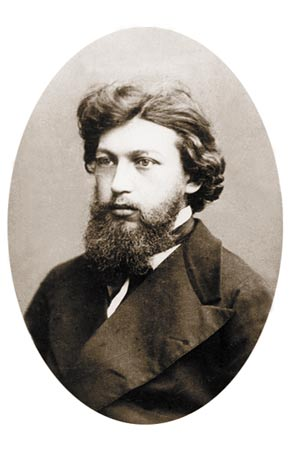
Е. Е. Вагнер

До переезда Е. Е. Вагнера в Варшавский университет здесь не было самостоятельной кафедры органической химии. Став экстраординарным профессором, он, с присущей ему энергией, и здесь развил обширную организаторскую и исследовательскую деятельность, собирая вокруг себя учеников, чему весьма благоприятствовали его увлекательные лекции. Студенты отмечали, что во время лекции не было никакой посторонней активности, всё внимание было приковано к лектору.
В Ново-Александрии Е. Е. Вагнер сначала работает доцентом кафедры химической технологии в Институте сельского хозяйства и лесоводства. Позже, с переездом А. Л. Потылицина в Варшаву, он занимает кафедру общей химии. Деятельность Е. Е. Вагнера в Ново-Александрии проходила в весьма тяжелых условиях. Лаборатории как таковой не было — её заменяла маленькая, полуподвальная комната. Средства были крайне скудны. С присущей ему энергией и страстностью Е. Е. Вагнер начал хлопотать о расширении лаборатории. В результате ему удалось заполучить помещение из двух комнат. Такое приобретение было необыкновенно дорого, так как этим самым представлялась возможность организовать свою лабораторию, где Вагнер впервые становится руководителем и где под его руководством обучаются первые ученики. После долгого и упорного труда ученый завершает разработку нового метода синтеза вторичных спиртов.
Ученики Е. Е. Вагнера — И. О. Годлевский и В. В. Курилов после эвакуации Варшавского университета в Ростов-на-Дону в 1915 году фактически стали основателями Ростовской химической школы.
Ярким завершением императорского периода Казанской химической школы стали работы Александра Ерминингельдовича Арбузова (1877—1968), ученика А. М. Зайцева. В 1900 году Зайцев поручил студенту А. Е. Арбузову исследовать воздействие цинкорганических соединений на ацетофенон. Свои результаты Арбузов описал в работе «Об аллилметилфенилкарбиноле», опубликованной в 1901 году в Журнале русского физико-химического общества.
В 1905 году А. Е. Арбузов защитил при Казанском университете магистерскую диссертацию «О строении фосфористой кислоты и её производных», в которой описал переход полных алкильных эфиров фосфористой кислоты в фосфонаты (в современной терминологии). Ныне эта реакция называется реакцией Арбузова. В этой же работе А. Е. Арбузов доказал пятивалентность фосфора в фосфористой кислоте. Этой работой А. Е. стал основоположником Казанской школы фосфороргаников, которая была одной из первых в мире школ, изучающих органические соединения фосфора.
В 1914 году Александр Ерминингельдович Арбузов защитил докторскую диссертацию «О явлениях катализа в области превращений соединений фосфора», в которой развил тему магистерской диссертации, изучил воздействие алкилгалогенидов на первичные и вторичные производные фосфинов, изучил изомеризацию серусодержащих аналогов соединений фосфора.
В 1917 году в Казани установлена Советская власть.

### Советский период
За годы существования Советской России и СССР Казанская химическая школа неоднократно меняла свои образы, тем не менее, преемственность «учитель-ученик» сохранилась и сейчас. Казанский университет ждали большие перемены. В 1918 году Совнарком принял декрет «О правилах приёма в высшие учебные заведения», который гласил, что каждое лицо, достигшее 16 лет, получало право быть зачисленным в любое высшее учебное заведение без удостоверения личности и возраста.
В 1919 году была учреждена самостоятельная кафедра физической химии при физико-математическом факультете.
С 1914 года по 1921 год в университетскую библиотеку не поступало иностранных научных журналов, Казанский университет был оторван от мирового сообщества.
В 1922 году деканом физмата был избран А. Е. Арбузов.
25 мая 1923 года состоялось совещание химической предметной комиссии, где профессора представили свои доклады о состоянии подразделений. Состояние химической лаборатории во дворе университета было принято неудовлетворительным.
В 1924 году А. И. Луньяк был назначен профессором по кафедре технической химии. В этом же году ректорат университета проинформировал, что возможна ликвидация физмата Казанского университета и его соединение с Восточным педагогическим институтом. А. Е. Арбузов выступил с защитой физмата. В этом же году коллектив химиков писал прошение о гуманитарной помощи преподавателям университета в Миссию Нансена.
В 1926 год в качестве аспиранта зачислен Борис Александрович Арбузов (1903—1991), сын А. Е. Арбузова. Тогда же в аспиранты был зачислен Гильм Хайревич Камай. Б. А. Арбузов описывал состояние лабораторий в эти годы:

 Сейчас, когда химфак занимает весь химический корпус, существуют проблемные лаборатории, оснащённые современными физическими приборами, трудно представить условия, в которых я начал работать в 1925 г. в лаборатории органической химии в старом химическом корпусе. Штат нашей кафедры состоял из заведующего, профессора А.Е.Арбузова, двух ассистентов - Л.Н.Парфентьева и В.В.Евлампиева, хозяйственного ассистента А.И.Разумова и двух служителей, Алексей и Ивана. Основное научное направление - изучение химии фосфорорганических соединений, которым руководил А.Е.Арбузов, однако разрешалось работать и по другой тематике: я занимался химией фосфорорганических соединений, параллельно вёл свою тему по химии терпенов. В.В.Евлампиев работал в области химии ацеталей. Кафедра занимала лишь три комнаты на первом этаже, библиотеку и подвальные комнаты. В подвальном этаже жили служители с семьями. Левое крыло первого этажа занимала кафедра неорганической химии.  

Когда в 1926 г. эта кафедра переехала во второе здание университета на ул. Толстого, освободившиеся комнаты перешли к органикам. В большой лаборатории были студенты, специализирующиеся по органической химии (4-6 человек). Они проходили спецпрактику, делали дипломные работы. В подвальном помещении выполняли общий практикум. Там «господствовал» служитель Алексей. Иногда это помещение заполнял туман — вентиляции явно не хватало.

26 июля 1926 г. Василий Семёнович Абрамов написал с заявление с просьбой о зачислении его на химическое отделение физико-математического факультета.
Г. Х. Камай окончил Томский университет под руководством ученика Н. Д. Зелинского профессора Б. В. Тронова. Тема его дипломной работы — «О скорости нитрования соединений бензольного ряда». Поступил аспирантом в КГУ в связи с тем, что «в Татарской республике слишком малые кадры научных работников-татар».. Г. Х. Камай вспоминал свою первую встречу с А. Е. Арбузовым:

Профессор А. М. Васильев долго тряс мне руку, расспрашивал, торопливо отмеряя шаги вокруг письменного стола.
-Так, значит, из Томска в родные края, — говорил он, не скрывая восторга. — Приятно. Вы знаете, товарищ Камай, сколько татар закончило Императорский Казанский университет до революции? Не знаете? За сто с лишним лет — шесть человек. Теперь всем двери открыты — русским, чувашам, татарам, мордвинам. Все учатся. Да ещё как! Ну, а вы, может, первым татарским профессором станете. Будете работать в лаборатории Александра Ерминингельдовича Арбузова. Пойдёмте к нему. Он обрадуется.

 Слова декана сбылись: действительно я стал первым профессором из татар. В тридцать лет получил это звание. Ну, а в другом мой коллега просчитался: профессор Арбузов встретил сухо. Никаких признаков радости я не обнаружил.

 Высокий стройный человек испытующе посмотрел на меня. Очки в лёгкой оправе; аккуратно подстриженная, клинышком бородка. Арбузов с ответом не спешит. Молча листает мою дипломную работу. Глаза становятся всё строже и строже. Полистав дипломную работу, медленно протягивает её мне:
-Не подойдёт. Эта тема меня не интересует.

 Я в растерянности смотрел на известного учёного. Не знал, что делать. Повернуться и уйти? Но мне очень хотелось работать в знаменитой университетской лаборатории. Перед тем, как переступить её порог, я долго бродил вокруг университета, вспомнил рассказы учителя семинарии о великих химиках Казани, лекции профессора Тронова, в которых он не раз переносился в Казань. Где-то в душе меня беспокоил вопрос: "Возьмёт ли Арбузов?" И вот, пожалуйста, - отказ. Ну, думаю, с наукой всё кончено. Пойду на пристань мешки таскать. В этом деле я уже академик. Но взял себя в руки. Решил не отступать. Рано утром приходил в лабораторию, мыл посуду, помогал ставить опыты - ни от чего не отказывался. Однажды набрался смелости и рассказал о своих муках А.Е. "Хорошо, - сказал он, - оставайтесь. Только не обижайтесь и не пеняйте на меня. Работать придётся много".

 Так у А.Е.Арбузова стало два аспиранта: я и его сын Борис. А.Е. был учителем требовательным, подчас суровым. Особенно придирчивым и неумолимым он был к своему сыну. Мне тоже поблажек не делал. Мы приходили с Борисом в КГУ в 9 утра. Оставляли стены лаборатории не раньше 11 ночи. Часто оставались на ночь - стелили между столами тюфяки и засыпали крепким, но тревожным сном.

15-21 июня 1928 года в Казани состоялся Пятый Менделеевский съезд по чистой и прикладной химии им. А. М. Бутлерова. Среди присутствующих можно упомянуть академика Н. С. Курнакова, профессоров И. А. Каблукова, Н. Д. Зелинского, А. Е. Чичибабина и А. Н. Реформатского. Председателем съезда избрали старейшего ученика А. М. Бутлерова, А. Е. Фаворского. Он же во вступительной речи отметил, что «воспитав Бутлерова, дав возможность развиваться его талантам, Казанский университет тем самым оказал русской химии услугу, как ни один из других университетов, и он по справедливости может быть назван колыбелью русской химии».
В июле 1928 на пленуме ЦК ВКП(б) специально обсуждался вопрос о подготовке кадров советской интеллигенции. Одним из пунктов являлся пункт «улучшение социального состава студенчества», что отразилось гонениями и чистками. Например, из Казанского университета было исключено 387 человек, то есть 19 % всего студенческого состава. Чуть было не был исключён «сын буржуазного профессора» Б. А. Арбузов, но за него вступились его сокурсники.
В конце 1929 указом Наркомпроса СССР в Казанском университете был открыт Научно-исследовательский химический институт имени А. М. Бутлерова (НИХИ им. А. М. Бутлерова), он стал первым НИИ в системе Наркомпроса.. Возглавил его А. Е. Арбузов. В этом же году Б. А. Арбузов и Г. Х. Камай закончили аспирантуру, причём, последний отправился в командировку в Германию к профессору Мейзенгеймеру для изучения мышьякорганических соединений в Тюбинген. Этот же год ознаменовался открытием реакции образования свободных радикалов триарилметилового ряда из триарилбромметана при действии диэтилфосфита натрия. Реакцию открыли А. Е. и Б. А. Арбузовы.
19 мая 1930 было заложено здание Химического института им. Бутлерова на углу улиц Маркса и Толстого. Первый кирпич положил А. Е. Арбузов. Уже 11 июня того же года эта территория была передана учреждённому Казанскому химико-технологическому институту (КХТИ). 1930 год ознаменован переходом университетов в отраслевые институты. На базе многих университетов РСФСР было создано до 45 новых вузов и втузов. Фактически это обстоятельство прекратило подготовку химиков-исследователей, заменив её подготовкой инженеров-химиков. Почти всё научное и учебное оборудование Казанский университет был вынужден передать КХТИ, туда же были переведены основные кадры химического отделения, включая всех студентов. Двухэтажное здание старой лаборатории тоже было передано КХТИ, и дирекция последнего потребовало перенос обстановки Бутлеровской лаборатории в стены нового здания. Только заступничество А. Е. Арбузова спасло этот мемориал от разрушения. В 1932 году он был избран членом-корреспондентом Академии наук СССР.
В 1933 году, когда стало понятно, что реформа себя не оправдала, в Казанском университете был учреждён Химический факультет, в который вернулось большинство преподавателей на правах совместителей.

## Музей казанской химической школы
Изначально в этом двухэтажном здании находились первая химическая лаборатория Казанского университета и физическая лаборатория. Первым преподавателем стал Н. Н. Зинин, который, научившись за границей новой методике преподавания химии, стал успешно применять её в стенах Казанского университета. Методика эта заключалась в сочетании практических и лекционных занятий, что хорошо знакомо и современным студентам.

В химической лаборатории происходило не только знакомство с уже известными научными исследованиями в области химии, но и совершались открытия, которые принесли славу Казанскому университету.

Музей Казанской химической школы совсем не похож на остальные музеи. Он, скорее, напоминает дом-музей: здесь нет выставочных витрин, табличек, запрещающих фотосъемку. Экспонаты хранятся в старинных стеклянных шкафах. В музее царит рабочая атмосфера: на письменном столе в кабинете Бутлерова лежат канцелярские принадлежности, справочники по химии разных годов и даже столетий не лежат под стеклом, а стоят в шкафах.

В наши дни в главном зале музея проводятся торжественные мероприятия, защиты кандидатских и докторских диссертаций..